# Кулли

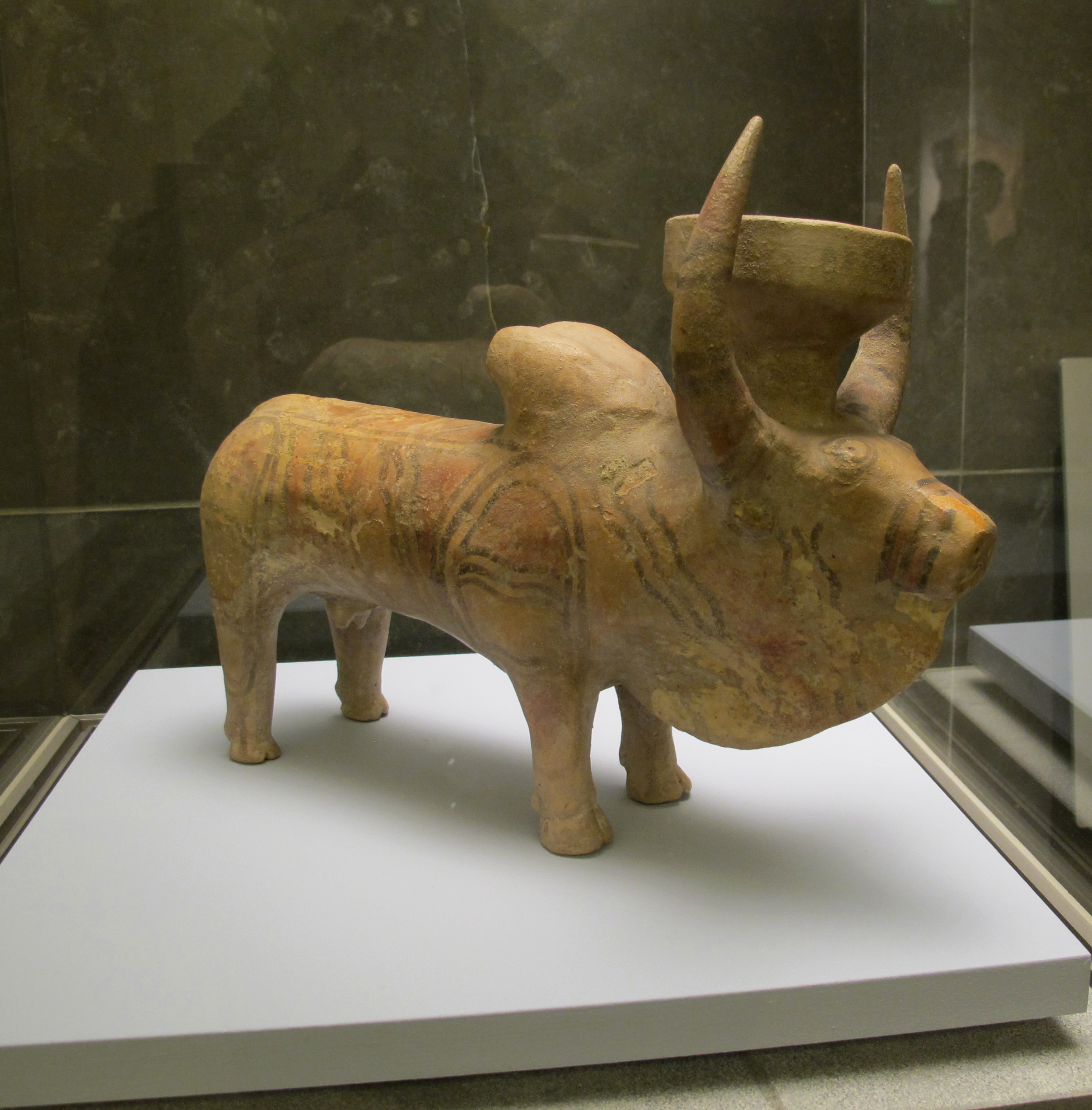
Ритон культуры Кулли в форме зебу

Культура Кулли — доисторическая археологическая культура на территории южной части пакистанской провинции Белуджистан, существовавшая около 2500—2000 гг. до н. э.
Культура названа по археологическому памятнику, который обнаружил сэр М. А. Стейн. Известно несколько поселений, но лишь некоторые из них были раскопаны. Эти поселения имеют размер небольших городов и во многом напоминают хараппские города. Дома сооружены из местного камня. Экономика была основана на сельском хозяйстве. В некоторых местах были сооружены дамбы, что свидетельствует о развитой системе водного хозяйства.
Керамика и прочие артефакты напоминают изделия Хараппской цивилизации, поэтому допускается, что культура Кулли была не самостоятельной, а лишь местным вариантом Хараппской.